# 埃尔马德拉尔
埃尔马德拉尔，是西班牙卡斯蒂利亚-莱昂萨莫拉省的一个市镇。 总面积30平方公里，总人口278人（2001年），人口密度9人/平方公里。